# Большое Маресево
Большо́е Маре́сево (эрз. Марезь веле, Покш веле) — село в Чамзинском районе Республики Мордовия. Административный центр Большемаресевского сельского поселения.

## География
Расположено на реке Сухая Аморда, в 12 км от районного центра — посёлка Чамзинка, и 5 км от железнодорожной станции Огарёвка, близ автодороги федерального значения Р178 Саранск—Ульяновск.

## История
Первое упоминание о Большом Маресеве относится к середине XVI века. Название-антропоним: в акте 1596 года упоминается мордвин этой деревни Кердяксан Маресев. В начале XVIII века жители села приняли христианство и в 1785 году построили церковь. 3 колокола для неё подарила императрица Екатерина II. На окраине села был служебный двор Саранской почты на 12 лошадей. В «Списке населённых мест Симбирской губернии» (1863) Большое Маресево — село удельное из 145 дворов Ардатовского уезда. В 1885 году в Большом Маресеве была построена новая церковь с церковно-приходской школой, реорганизованная И.Н. Ульяновым в народное училище. В период НЭПа в селе были 23 ветряные мельницы, 4 крупорушки, 3 маслобойки, 4 кузницы, развивались колёсный, бондарный, кожевный, шорный, швейный и другие промыслы, мелкая торговля. Зарождалась сельская интеллигенция — Н.А. Губонина, Е.П. Балакина. В 1930 году был создан колхоз (председатели — И.Ф. Кузнецов, Н.И. Чернов), в 1935 году колхоз был разделён на 3 хозяйства. В колхозе им. Пушкина (с 1969 года; председатель И.В. Новиков) построен молочно-товарный комплекс на 1 100 коров с полной механизацией и автоматизацией производственных процессов. С 1992 года функционирует СХПК «Рассвет».

## Население
| 2002 | 2010 |
| ---- | ---- |
| 840  | ↘727 |

Население 1 015 человек (2001), преобладает мордва-эрзя. Согласно результатам переписи 2002 года в этнической структуре населения Большого Маресева Большемаресевского сельсовета представители мордвы составляли 79 % из 840 человек.

## Инфраструктура
Функционируют средняя школа, Дом культуры, библиотека, фельдшерско-акушерский пункт, магазин. Село газифицировано.